# Llista d'asteroides/70901–71000
| Nom              | Designació provisional | Data de descobriment | Lloc de descobriment | Descobridor/s  |
| ---------------- | ---------------------- | -------------------- | -------------------- | -------------- |
| 70901 -          | 1999 VD178             | 6 de novembre, 1999  | Socorro              | LINEAR         |
| 70902 -          | 1999 VH178             | 6 de novembre, 1999  | Socorro              | LINEAR         |
| 70903 -          | 1999 VD179             | 6 de novembre, 1999  | Socorro              | LINEAR         |
| 70904 -          | 1999 VB184             | 15 de novembre, 1999 | Socorro              | LINEAR         |
| 70905 -          | 1999 VF185             | 15 de novembre, 1999 | Socorro              | LINEAR         |
| 70906 -          | 1999 VL185             | 15 de novembre, 1999 | Socorro              | LINEAR         |
| 70907 -          | 1999 VB186             | 15 de novembre, 1999 | Socorro              | LINEAR         |
| 70908 -          | 1999 VD186             | 15 de novembre, 1999 | Socorro              | LINEAR         |
| 70909 -          | 1999 VG186             | 15 de novembre, 1999 | Socorro              | LINEAR         |
| 70910 -          | 1999 VJ186             | 15 de novembre, 1999 | Socorro              | LINEAR         |
| 70911 -          | 1999 VT186             | 15 de novembre, 1999 | Socorro              | LINEAR         |
| 70912 -          | 1999 VC187             | 15 de novembre, 1999 | Socorro              | LINEAR         |
| 70913 -          | 1999 VP187             | 15 de novembre, 1999 | Socorro              | LINEAR         |
| 70914 -          | 1999 VA194             | 3 de novembre, 1999  | Socorro              | LINEAR         |
| 70915 -          | 1999 VN194             | 1 de novembre, 1999  | Catalina             | CSS            |
| 70916 -          | 1999 VH195             | 3 de novembre, 1999  | Catalina             | CSS            |
| 70917 -          | 1999 VN195             | 3 de novembre, 1999  | Catalina             | CSS            |
| 70918 -          | 1999 VY195             | 4 de novembre, 1999  | Catalina             | CSS            |
| 70919 -          | 1999 VA196             | 4 de novembre, 1999  | Catalina             | CSS            |
| 70920 -          | 1999 VG196             | 4 de novembre, 1999  | Anderson Mesa        | LONEOS         |
| 70921 -          | 1999 VY196             | 1 de novembre, 1999  | Catalina             | CSS            |
| 70922 -          | 1999 VZ196             | 1 de novembre, 1999  | Catalina             | CSS            |
| 70923 -          | 1999 VY197             | 3 de novembre, 1999  | Catalina             | CSS            |
| 70924 -          | 1999 VC205             | 10 de novembre, 1999 | Kitt Peak            | Spacewatch     |
| 70925 -          | 1999 VK205             | 7 de novembre, 1999  | Socorro              | LINEAR         |
| 70926 -          | 1999 VJ208             | 9 de novembre, 1999  | Kitt Peak            | Spacewatch     |
| 70927 -          | 1999 VX210             | 13 de novembre, 1999 | Catalina             | CSS            |
| 70928 -          | 1999 VS211             | 12 de novembre, 1999 | Socorro              | LINEAR         |
| 70929 -          | 1999 VN216             | 3 de novembre, 1999  | Socorro              | LINEAR         |
| 70930 -          | 1999 VN218             | 1 de novembre, 1999  | Kitt Peak            | Spacewatch     |
| 70931 -          | 1999 VW219             | 5 de novembre, 1999  | Socorro              | LINEAR         |
| 70932 -          | 1999 VX223             | 5 de novembre, 1999  | Socorro              | LINEAR         |
| 70933 -          | 1999 VY223             | 5 de novembre, 1999  | Socorro              | LINEAR         |
| 70934 -          | 1999 VN225             | 5 de novembre, 1999  | Socorro              | LINEAR         |
| 70935 -          | 1999 WG                | 16 de novembre, 1999 | Oizumi               | T. Kobayashi   |
| 70936 Kámen      | 1999 WK1               | 28 de novembre, 1999 | Kleť                 | Kleť           |
| 70937 -          | 1999 WT2               | 29 de novembre, 1999 | Kleť                 | Kleť           |
| 70938 -          | 1999 WZ3               | 28 de novembre, 1999 | Oizumi               | T. Kobayashi   |
| 70939 -          | 1999 WS5               | 29 de novembre, 1999 | Kitt Peak            | Spacewatch     |
| 70940 -          | 1999 WT5               | 29 de novembre, 1999 | Kitt Peak            | Spacewatch     |
| 70941 -          | 1999 WJ6               | 28 de novembre, 1999 | Višnjan Observatory  | K. Korlević    |
| 70942 -          | 1999 WV8               | 28 de novembre, 1999 | Gnosca               | S. Sposetti    |
| 70943 -          | 1999 WM9               | 29 de novembre, 1999 | Farra d'Isonzo       | Farra d'Isonzo |
| 70944 -          | 1999 WX9               | 30 de novembre, 1999 | Oizumi               | T. Kobayashi   |
| 70945 -          | 1999 WB10              | 30 de novembre, 1999 | Oizumi               | T. Kobayashi   |
| 70946 -          | 1999 WD10              | 30 de novembre, 1999 | Oizumi               | T. Kobayashi   |
| 70947 -          | 1999 WT11              | 28 de novembre, 1999 | Kitt Peak            | Spacewatch     |
| 70948 -          | 1999 WW16              | 30 de novembre, 1999 | Kitt Peak            | Spacewatch     |
| 70949 -          | 1999 WX17              | 30 de novembre, 1999 | Kitt Peak            | Spacewatch     |
| 70950 -          | 1999 WU18              | 30 de novembre, 1999 | Kitt Peak            | Spacewatch     |
| 70951 -          | 1999 WV22              | 17 de novembre, 1999 | Kitt Peak            | Spacewatch     |
| 70952 -          | 1999 XE                | 2 de desembre, 1999  | Kitt Peak            | Spacewatch     |
| 70953 -          | 1999 XY1               | 3 de desembre, 1999  | Fountain Hills       | C. W. Juels    |
| 70954 -          | 1999 XK2               | 2 de desembre, 1999  | Kitt Peak            | Spacewatch     |
| 70955 -          | 1999 XX2               | 4 de desembre, 1999  | Catalina             | CSS            |
| 70956 -          | 1999 XW4               | 4 de desembre, 1999  | Catalina             | CSS            |
| 70957 -          | 1999 XQ5               | 7 de desembre, 1999  | Oaxaca               | J. M. Roe      |
| 70958 -          | 1999 XC6               | 4 de desembre, 1999  | Catalina             | CSS            |
| 70959 -          | 1999 XC7               | 4 de desembre, 1999  | Catalina             | CSS            |
| 70960 -          | 1999 XH7               | 4 de desembre, 1999  | Catalina             | CSS            |
| 70961 -          | 1999 XY7               | 3 de desembre, 1999  | Socorro              | LINEAR         |
| 70962 -          | 1999 XL9               | 2 de desembre, 1999  | Kitt Peak            | Spacewatch     |
| 70963 -          | 1999 XT10              | 5 de desembre, 1999  | Catalina             | CSS            |
| 70964 -          | 1999 XK12              | 5 de desembre, 1999  | Socorro              | LINEAR         |
| 70965 -          | 1999 XC13              | 5 de desembre, 1999  | Socorro              | LINEAR         |
| 70966 -          | 1999 XD18              | 3 de desembre, 1999  | Socorro              | LINEAR         |
| 70967 -          | 1999 XG18              | 3 de desembre, 1999  | Socorro              | LINEAR         |
| 70968 -          | 1999 XA20              | 5 de desembre, 1999  | Socorro              | LINEAR         |
| 70969 -          | 1999 XG20              | 5 de desembre, 1999  | Socorro              | LINEAR         |
| 70970 -          | 1999 XH20              | 5 de desembre, 1999  | Socorro              | LINEAR         |
| 70971 -          | 1999 XL20              | 5 de desembre, 1999  | Socorro              | LINEAR         |
| 70972 -          | 1999 XM20              | 5 de desembre, 1999  | Socorro              | LINEAR         |
| 70973 -          | 1999 XY20              | 5 de desembre, 1999  | Socorro              | LINEAR         |
| 70974 -          | 1999 XE23              | 6 de desembre, 1999  | Socorro              | LINEAR         |
| 70975 -          | 1999 XJ23              | 6 de desembre, 1999  | Socorro              | LINEAR         |
| 70976 -          | 1999 XS23              | 6 de desembre, 1999  | Socorro              | LINEAR         |
| 70977 -          | 1999 XU23              | 6 de desembre, 1999  | Socorro              | LINEAR         |
| 70978 -          | 1999 XP24              | 6 de desembre, 1999  | Socorro              | LINEAR         |
| 70979 -          | 1999 XU24              | 6 de desembre, 1999  | Socorro              | LINEAR         |
| 70980 -          | 1999 XA25              | 6 de desembre, 1999  | Socorro              | LINEAR         |
| 70981 -          | 1999 XE25              | 6 de desembre, 1999  | Socorro              | LINEAR         |
| 70982 -          | 1999 XJ25              | 6 de desembre, 1999  | Socorro              | LINEAR         |
| 70983 -          | 1999 XB27              | 6 de desembre, 1999  | Socorro              | LINEAR         |
| 70984 -          | 1999 XW27              | 6 de desembre, 1999  | Socorro              | LINEAR         |
| 70985 -          | 1999 XA28              | 6 de desembre, 1999  | Socorro              | LINEAR         |
| 70986 -          | 1999 XR28              | 6 de desembre, 1999  | Socorro              | LINEAR         |
| 70987 -          | 1999 XA29              | 6 de desembre, 1999  | Socorro              | LINEAR         |
| 70988 -          | 1999 XU29              | 6 de desembre, 1999  | Socorro              | LINEAR         |
| 70989 -          | 1999 XT32              | 6 de desembre, 1999  | Socorro              | LINEAR         |
| 70990 -          | 1999 XA33              | 6 de desembre, 1999  | Socorro              | LINEAR         |
| 70991 -          | 1999 XG33              | 6 de desembre, 1999  | Socorro              | LINEAR         |
| 70992 -          | 1999 XU34              | 6 de desembre, 1999  | Socorro              | LINEAR         |
| 70993 -          | 1999 XX34              | 6 de desembre, 1999  | Socorro              | LINEAR         |
| 70994 -          | 1999 XL35              | 7 de desembre, 1999  | Socorro              | LINEAR         |
| 70995 Mikemorton | 1999 XV35              | 6 de desembre, 1999  | Needville            | Needville      |
| 70996 -          | 1999 XY35              | 6 de desembre, 1999  | Oizumi               | T. Kobayashi   |
| 70997 -          | 1999 XE36              | 6 de desembre, 1999  | Oizumi               | T. Kobayashi   |
| 70998 -          | 1999 XH36              | 6 de desembre, 1999  | Oizumi               | T. Kobayashi   |
| 70999 -          | 1999 XW36              | 7 de desembre, 1999  | Fountain Hills       | C. W. Juels    |
| 71000 Hughdowns  | 1999 XD37              | 7 de desembre, 1999  | Fountain Hills       | C. W. Juels    |